# Красива бударица
Красива бударица (Galeopsis speciosa) е едногогодишно растение от семейство Устноцветни.

## Описание
Стъблото е изправено с дължина до 100 cm, четинесто-влакнесто. Прицветните листа са четинести, без меки власинки.
Чашката е зъбчата, венчето е жълто с голямо пурпурно петно на долната устна.

## Местообитание
Расте във влажни сенчети гористи места.